# Inganal, Bijapur
Inganal là một làng thuộc tehsil Bijapur, huyện Bijapur, bang Karnataka, Ấn Độ.